# 克奧鄉

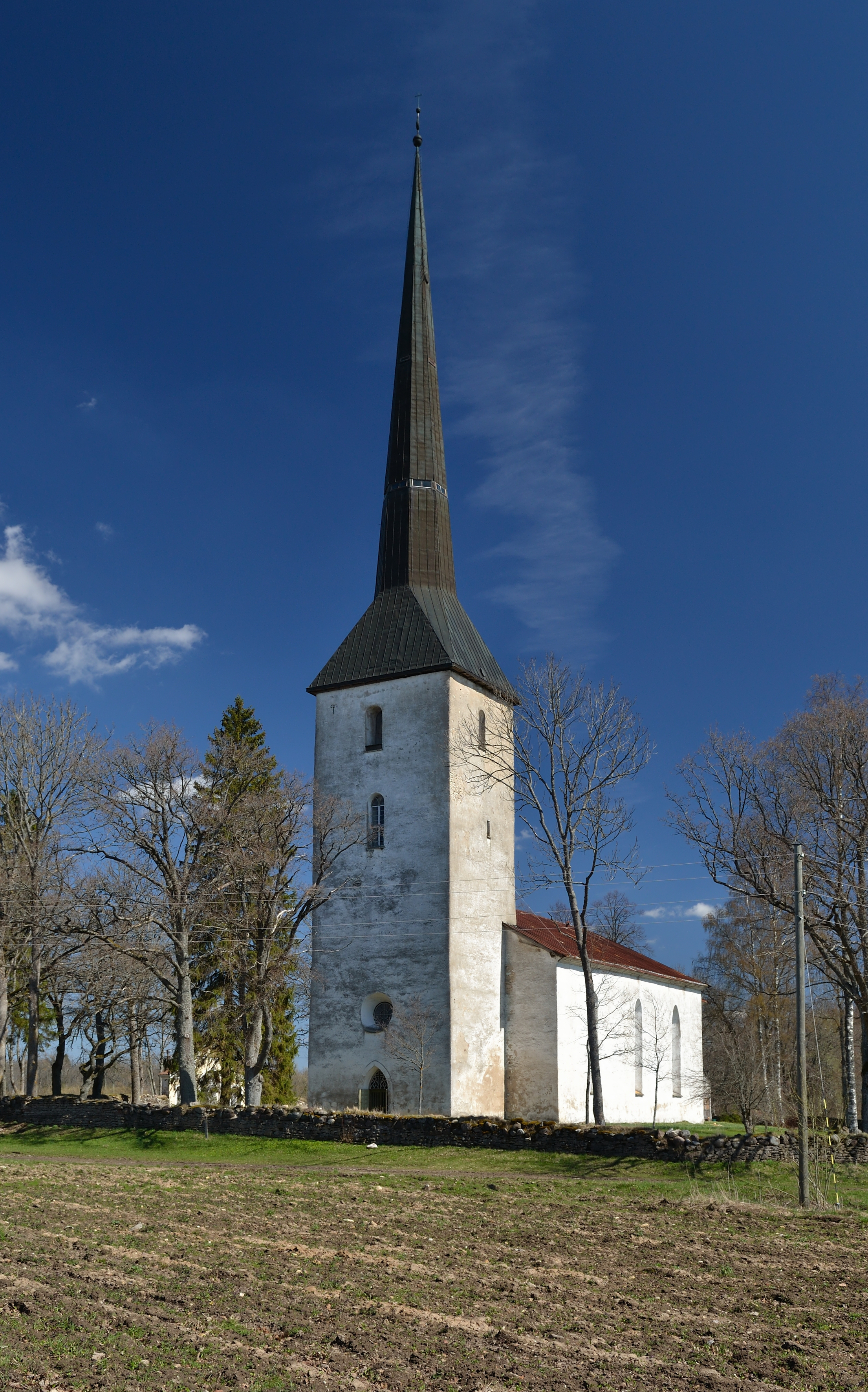
皮利斯特韦雷教堂

克奧鄉，曾是愛沙尼亞維爾揚迪縣的一個鄉村型市镇，位於該國南部，行政中心設於克奧，面積149平方公里，2011年人口1,159，人口密度每平方公里8人。
2017年爱沙尼亚行政改革后，克奥市镇与其他市镇一起合并为新的北萨卡拉市镇。
58°37′55″N 25°43′42″E / 58.63194°N 25.72833°E